# Born to Be Yours
«Born to Be Yours» (с англ. — «Рождён быть твоим») — песня норвежского музыкального продюсера Kygo и американской рок-группы Imagine Dragons. Песня была выпущена 15 июня 2018 года в качестве сингла, лейблами Sony и Ultra. Текст песни был написан Кирре Горвелл-Дальем, Дэном Рейнольдсом, Уэйном Сермоном, Бэном МакКи и Дэном Платцманом. Композиция спродюсирована Kygo лично.

## История
11 июня 2018 года, Kygo анонсировал сотрудничество с американской рок-группой Imagine Dragons, опубликовав пост в Instagram с изображением себя и участников группы, добавив в подпись эмодзи в виде музыкальной ноты. На следующий день Kygo опубликовал обложку сингла. 14 июня в Twitter, исполнители опубликовали отрывок из песни и анонсировали дату релиза. В своем заявлении Kygo сказал — «Born To Be Yours» кажется мне, идеальным сочетанием моей музыки со смешанными характерными элементами вокала группы. Dragons - одна из моих любимых групп, и для меня большая честь наконец-то дать всем услышать, то над чем мы работали».

## Композиция
«Born To Be Yours» - это рок песня, которая содержит элементы фолк-музыки. Песня включает в себя  «chill electronic beat» сопровождающийся «ручными хлопками и акустической гитарой». Слушатели описывают стиль песни, как «слияние фирменных мелодий Kygo и типичных инструменталов Imagine Dragons, в сочетании с небесным голосом Дэна Рейнольдса».

## Реакция критиков
Мэтью Мэдоу из Your EDM похвалил песню, назвав её «восхитительно сладкой песней, которая попадает прямо в точку». Он описывает композицию как «идеальное сочетание звуков обоих артистов», добавив, что «музыка Kygo сочетается с акустическими гитарными струнами и голосом Рейнольдса». Райан Кастильо из Dancing Astronaut, описал песню как «представление идеальной артистической синергии между безошибочным вокальным качеством американской группы и мелодическими тропическими аккордовыми прогрессиями Kygo». Он отметил наиболее освежающую особенность песни, как интеграцию элементов из других музыкальных произведений Kygo, и в конечном итоге счел трек «сбалансированным, глубоко трогательным и впечатляюще холодным сотрудничеством».

## Музыкальное видео
27 июня 2018 года, на YouTube был опубликован официальный клип. В видео главный герой - йети, который думает, что он нашел в Сети свою любовь, но все оказывается не так, как он ожидал. Впрочем, свое счастье он смог найти. Режиссёром видео выступил Мэтт Истин, который уже снимал для Imagine Dragons клипы «Believer», «Whatever It Takes» и «On Top of the World». Ни Kygo, ни музыканты группы в ролике не появляются.

## Издания
- Цифровая загрузка[13]

1. "Born to Be Yours"  – 3:13

## Участники записи
По данным  сайта Tidal
- Kygo – производство
- Дэн Рейнольдс – вокал
- Сербан Генеа – сведение,
- Рэнди Меррилл – мастеринг

## Чарты
| Чарт (2018)                                | Лучшая позиция |
| ------------------------------------------ | -------------- |
| Австралия (ARIA)                           | 18             |
| Австрия (Ö3 Austria Top 40)                | 12             |
| Бельгия/Фландрия (Ultratop 50)             | 41             |
| Бельгия/Валлония (Ultratop 50)             | 21             |
| Канада (Billboard Canadian Hot 100)        | 31             |
| Croatia (HRT)                              | 27             |
| СНГ (TopHit)                               | 48             |
| Чехия (Rádio — Top 100)                    | 67             |
| Чехия (Singles Digitál Top 100)            | 7              |
| Франция (SNEP)                             | 14             |
| Германия (GfK)                             | 22             |
| Венгрия (Rádiós Top 40)                    | 10             |
| Венгрия (Single Top 40)                    | 14             |
| Венгрия (Stream Top 40)                    | 9              |
| Ireland (IRMA)                             | 19             |
| Italy (FIMI)                               | 44             |
| Latvia (Latvijas Top 40)                   | 24             |
| Mexico (Billboard Ingles Airplay)          | 1              |
| Нидерланды (Dutch Top 40)                  | 16             |
| Нидерланды (Single Top 100)                | 36             |
| New Zealand (Recorded Music NZ)            | 22             |
| Norway (VG-lista)                          | 4              |
| Польша (Polish Airplay Top 100)            | 12             |
| Португалия (AFP)                           | 31             |
| Россия (TopHit)                            | 34             |
| Шотландия (OCC Scotland)                   | 23             |
| Словакия (Rádio — Top 100)                 | 9              |
| Словакия (Singles Digitál Top 100)         | 9              |
| Slovenia (SloTop50)                        | 8              |
| Spain (PROMUSICAE)                         | 90             |
| Sweden (Sverigetopplistan)                 | 4              |
| Швейцария (Schweizer Hitparade)            | 5              |
| Украина (TopHit)                           | 78             |
| Великобритания (OCC UK Singles)            | 54             |
| США (Billboard Hot 100)                    | 74             |
| США (Billboard Hot Dance/Electronic Songs) | 3              |

| Чарт (2018)                       | Позиция |
| --------------------------------- | ------- |
| Australia (ARIA)                  | 78      |
| Austria (Ö3 Austria Top 40)       | 36      |
| Belgium (Ultratop Wallonia)       | 91      |
| Germany (Official German Charts)  | 87      |
| Netherlands (Dutch Top 40)        | 90      |
| Slovenia (SloTop50)               | 32      |
| Sweden (Sverigetopplistan)        | 31      |
| Switzerland (Schweizer Hitparade) | 46      |

## Сертификации
| Регион                                                                      | Сертификация  | Продажи |
| --------------------------------------------------------------------------- | ------------- | ------- |
| Австралия (ARIA)                                                            | 2× Платиновый | 140 000 |
| Австрия (IFPI Austria)                                                      | Золотой       | 15 000  |
| Канада (Music Canada)                                                       | 3× Платиновый | 240 000 |
| Дания (IFPI Danmark)                                                        | Золотой       | 45 000  |
| Франция (SNEP)                                                              | Золотой       | 100 000 |
| Германия (BVMI)                                                             | Золотой       | 200 000 |
| Италия (FIMI)                                                               | Платиновый    | 50 000  |
| Мексика (AMPROFON)                                                          | Платиновый    | 60 000  |
| Новая Зеландия (RMNZ)                                                       | Золотой       | 15 000  |
| Польша (ZPAV)                                                               | 2× Платиновый | 40 000  |
| Швейцария (IFPI Switzerland)                                                | Платиновый    | 20 000  |
| Великобритания (BPI)                                                        | Серебряный    | 200 000 |
| Данные о продажах + прослушиваниях приведены только на основе сертификации. |               |         |

## История выхода
| Регион    | Дата              | Форма                         | Издатель               | Прим.  |
| --------- | ----------------- | ----------------------------- | ---------------------- | ------ |
| Различные | 15 июня 2018 года | цифровая дистрибуция стриминг | Sony Music Ultra Music | [ 70 ] |